# Karaimi w Polsce
Karaimi polscy – mniejszość etniczna pochodzenia tureckiego, wyznająca karaimizm przybyła w średniowieczu ze swych pierwotnych siedzib na Krymie na ziemie Wielkiego Księstwa Litewskiego i Rusi Czerwonej. Współcześnie jedna z czterech uznanych prawnie mniejszości etnicznych w Polsce, żyjąca w rozproszeniu na terenie całego kraju.

## Historia Karaimów na ziemiach polskich

### Przybycie Karaimów na Litwę i Ruś Halicką

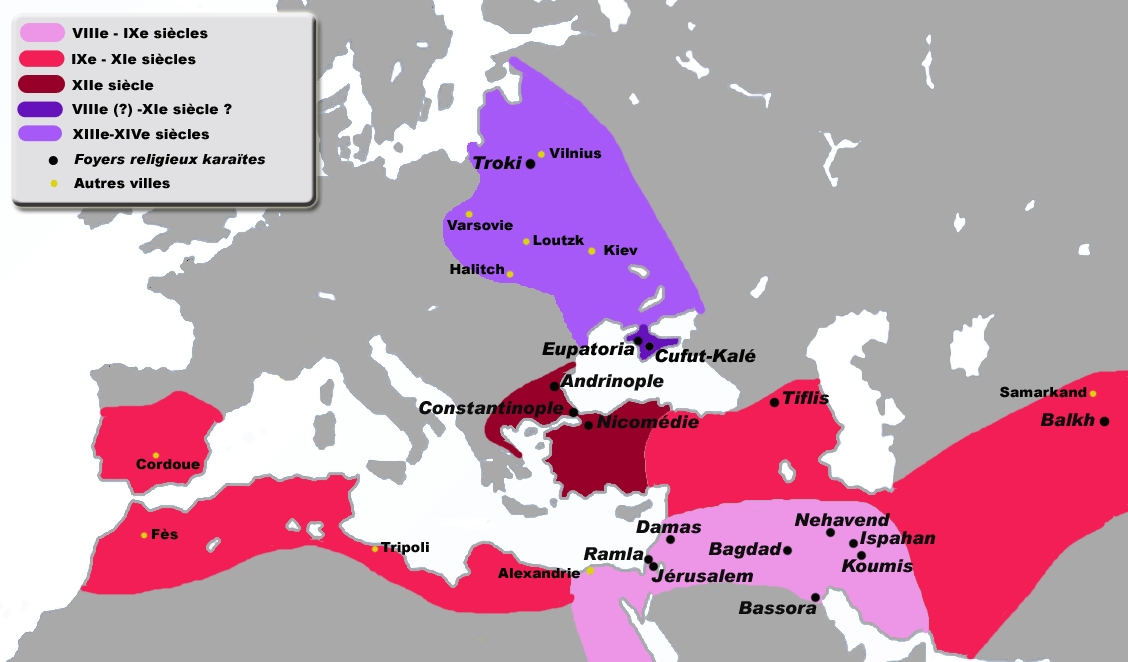
Historia osadnictwa karaimskiego w Europie

Wyznawcy karaimizmu do końca XIII wieku żyli w dużym rozproszeniu. Ich najważniejsze gminy znajdowały się w strefie Morza Śródziemnego, Morza Czarnego oraz w Azji Centralnej. Skutkiem zamieszkiwania w wielu krajach była niejednorodność etniczna oraz kulturowa Karaimów. Pierwotnym terenem zamieszkiwania Karaimów tworzących później społeczności na ziemiach polskich był Krym. Według historii powtarzanej w gminach karaimskich w Trokach, Haliczu i Łucku Karaimów na Litwę przesiedlić miał książę Witold. Przesiedleńcami tymi miały być 383 rodziny pochodzące z miast Czufut-Kale, Mangup i Sołchat.
W rzeczywistości początki karaimskiego osadnictwa w Trokach sięgają prawdopodobnie czasów panowania na Litwie księcia Olgierda lub Kiejstuta. 13 czerwca 1388 książę Witold wystawił zaś mieszkającym w Trokach Karaimom przywilej. Do najstarszych siedzib karaimskich należał też Łuck. O istnieniu zorganizowanej gminy w Łucku świadczy opis z 1429, w którym wśród uczestników zjazdu monarchów w tym mieście wymieniony jest także karaimski hazzan. Również przywilej z 22 grudnia 1506 stwierdza, iż w mieście istniały dwie odrębne synagogi – rabanicka i karaimska.

### Karaimi w czasach staropolskich

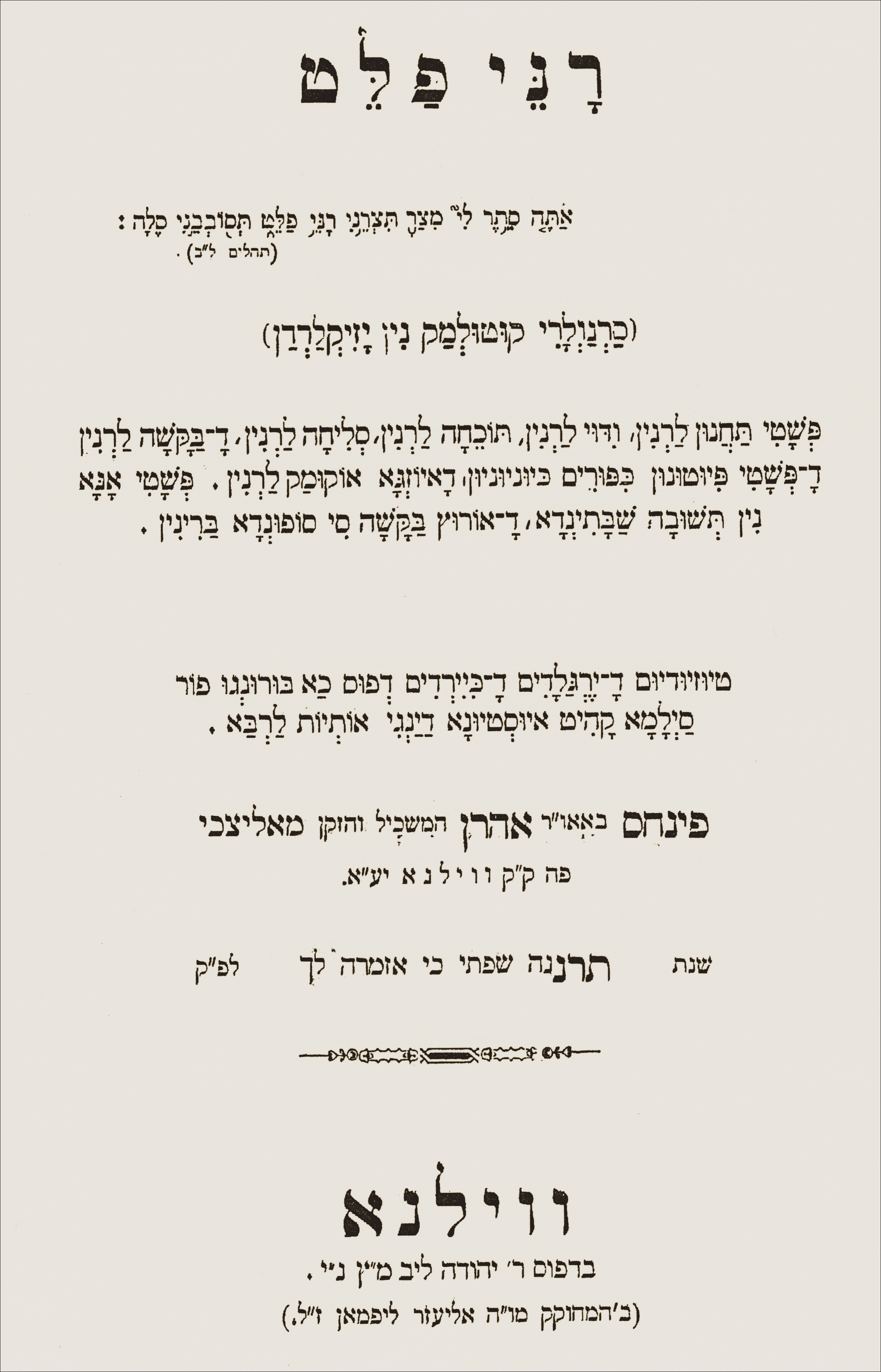
Druk karaimski pt. „Radość wybawienia” autorstwa Pinchasa Malickiego karaity wileńskiego, wydany w 1890 w Wilnie

Na terenie właściwego Królestwa Polskiego w średniowieczu nie powstała żadna karaimska gmina. Pod władzą królów polskich gminy karaimskie znalazły się po 1340, gdy Kazimierz Wielki przejął władzę nad Rusią Halicką. Zgodnie z tradycją do Halicza 80 karaimskich rodzin miało przybyć z Krymu około 1246. Wiadomo że oprócz Halicza pod berłem królów polskich znajdowała się jeszcze gmina karaimska we Lwowie, która wydzieliła się tam w 1475.
Wszystkie gminy i skupiska karaimskie, nawet te powstałe już po 1500 roku, utrzymywały kontakty religijne, kulturalne i rodzinne ze swoimi pierwotnymi społecznościami na Krymie. W pierwszym okresie osiedlania Karaimi mieszkali tylko w kilku miastach na terenie Rusi Czerwonej, Wołynia i Litwy (Halicz, Łuck, Troki). W XVII wieku do skupisk tych doszły także nowe karaimskie społeczności w takich miastach, jak Kukizów, Deraźne, Ołyka, Birże, Nowe Miasto, Poniewież, Poswol, Sałaty i Szaty.
Podobnie jak miasta chrześcijańskie i gminy żydowskie, również i Karaimi posiadali w Rzeczypospolitej własny samorząd. Kierowany był on przez starszych, wybieranych przez członków danej społeczności. W gminie karaimskiej zatrudniano szkolnika (zarządzał między innymi miejscowym domem modlitwy), gabbaja (skarbnika) oraz hazzana (pełnił funkcje religijne oraz sądowe). Wyjątkowy kształt miał karaimski samorząd w Trokach, w którym miejscowa społeczność już od średniowiecza wybierała własnego wójta, zatwierdzanego później przez wojewodę. Z czasem władza karaimskiego wójta rozszerzyła się na terytorium całej Litwy i zaczął być on wybierany przez przedstawicieli wszystkich tamtejszych gmin karaimskich. Litewskich Karaimów rozsławił w opisywanym okresie Izaak z Trok, żyjący w latach 1533–1594.
Swoje kienesy Karaimi wznieśli w omawianym czasie w Trokach, Łucku, Haliczu, Kukizowie, Birżach i Nowym Mieście. Wszystkie zostały zbudowane z drewna. Obok kienes zakładano zwykle również cmentarze (najstarszymi z nich były cmentarz w Trokach oraz na przedmieściach Lwowa, oba pochodzące z końca XV wieku). Z okresu dawnej Rzeczypospolitej zachowały się jedynie cmentarze w Trokach i w Haliczu.

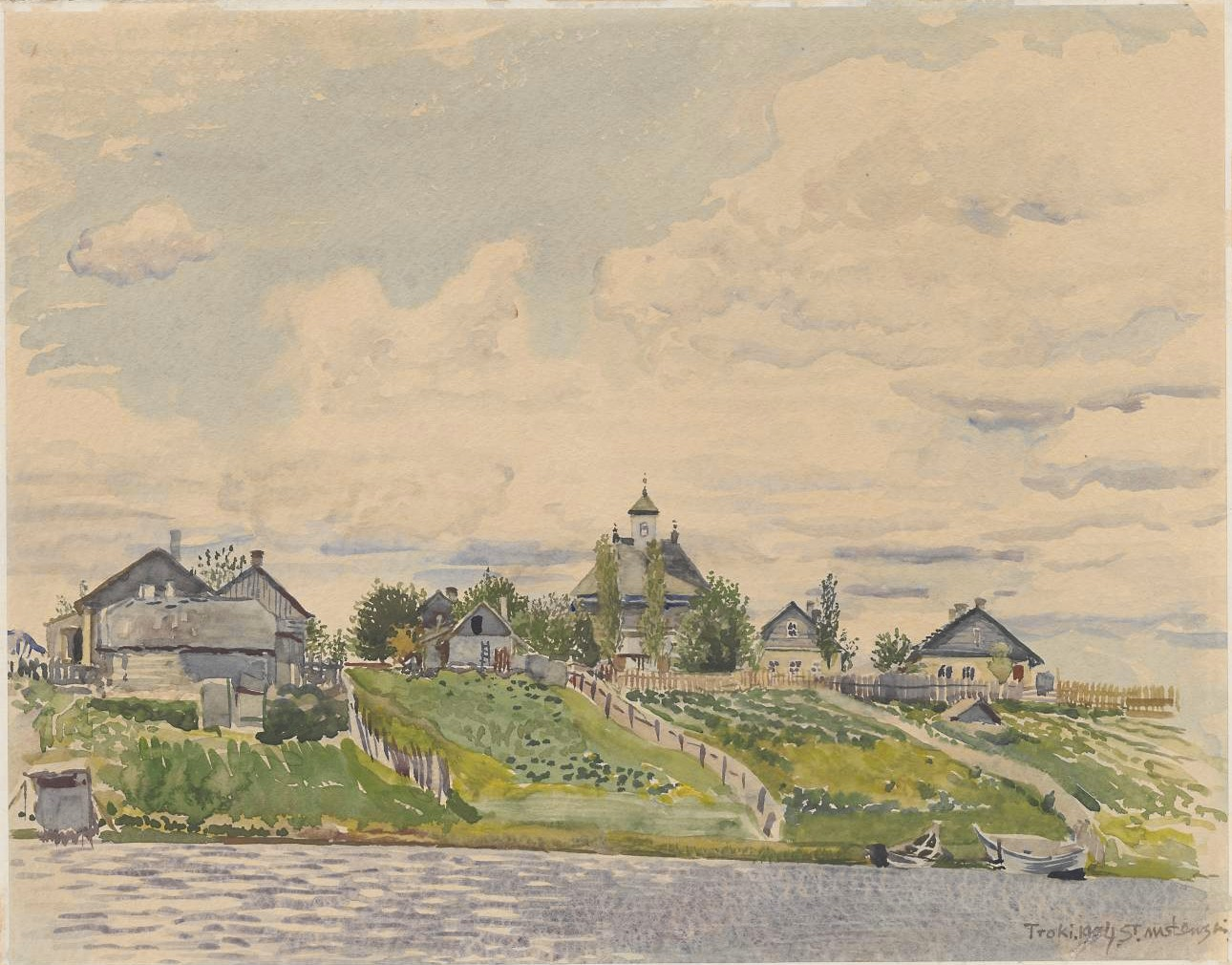
Troki – widok karaimskiego brzegu, akwarela Stanisława Masłowskiego z 1904 roku (Muzeum Narodowe w Warszawie)

### Czasy porozbiorowe
Po rozbiorach Rzeczypospolitej karaimskie gminy wyznaniowe w Haliczu i Kukizowie znalazły się w granicach Austrii, natomiast wszystkie pozostałe – w Imperium Rosyjskim. Spis powszechny z 1897 wykazał, że w Imperium Rosyjskim żyło 12 894 Karaimów, w tym 1383 na Litwie i 6166 na Krymie. Ze względu na to, że do Rosji został wcielony w XVIII wieku również Chanat Krymski prawie wszystkie karaimskie gminy znalazły się w jednym państwie, co ożywiało kontakty między nimi. W 1837 w Eupatorii ustanowiono urząd Hachama Taurydzko-Odeskiego i powołano Karaimski Związek Duchowny, któremu podlegały również gminy wyznaniowe w reszcie imperium. W 1863 wydzielono drugi urząd hachama wraz z Zarządem Duchownym w Trokach.

### Okres II RP

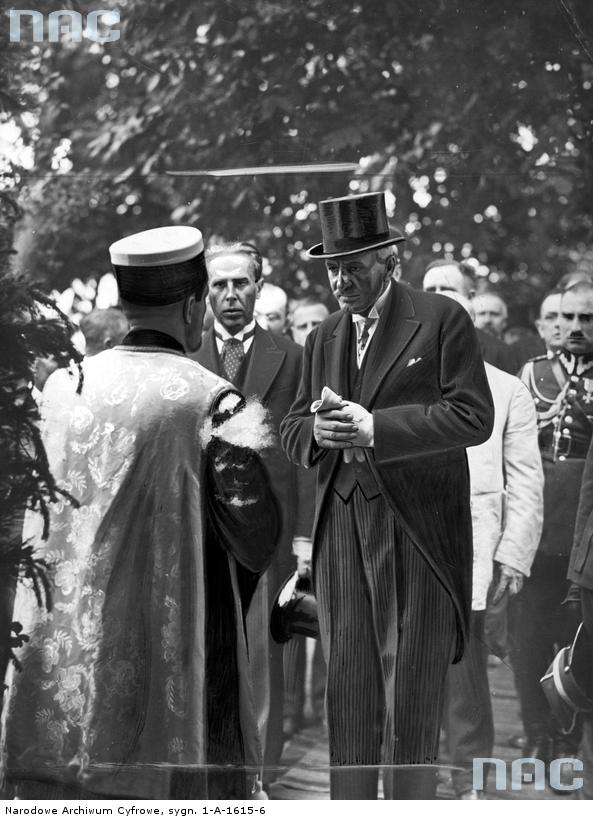
Prezydent Ignacy Mościcki składa wizytę Karaimom w Łucku (czerwiec 1929)

Po rewolucji październikowej z pierwotnych trzydziestu dwóch gmin karaimskich pozostało tylko pięć położonych na terenach oderwanych od Rosji – cztery gminy w odrodzonej Polsce (Troki, Wilno, Łuck, Halicz) i jedna gmina w ówczesnych granicach Litwy (Poniewieże).
W latach międzywojnia zwierzchnictwo religijne nad Karaimami sprawował Karaimski Związek Religijny w RP. 23 października 1927 delegaci wszystkich gmin karaimskich zdecydowali, iż Hadżi Seraja Szapszał objął urząd hachana (zwierzchnika Karaimów) z siedzibą w Trokach. Wybór został zatwierdzony przez władze 26 listopada 1927, a urząd swój hachan objął 18 września 1928 w kienesie wileńskiej. 21 kwietnia 1936 Sejm Rzeczypospolitej uchwalił ustawę o stosunku państwa do Karaimskiego Związku Religijnego, co uregulowało sytuację prawną Karaimów.
W międzywojennej Polsce powstał szereg karaimskich organizacji społecznych, w tym Stowarzyszenie Karaimów (Troki, Wilno, Łuck, Halicz), Towarzystwo Miłośników Historii i Kultury Karaimskiej (działało w latach 1932–1939 w Wilnie), Koła Pań Karaimskich „Katyn Odżachy” (Troki, Wilno, Łuck, Halicz), Koła Młodych Karaimów „Bir Baw”. W latach 1924–1939 ukazało się dwanaście tomów rocznika naukowo-społecznego „Myśl Karaimska”.

### Polscy Karaimi po II wojnie światowej

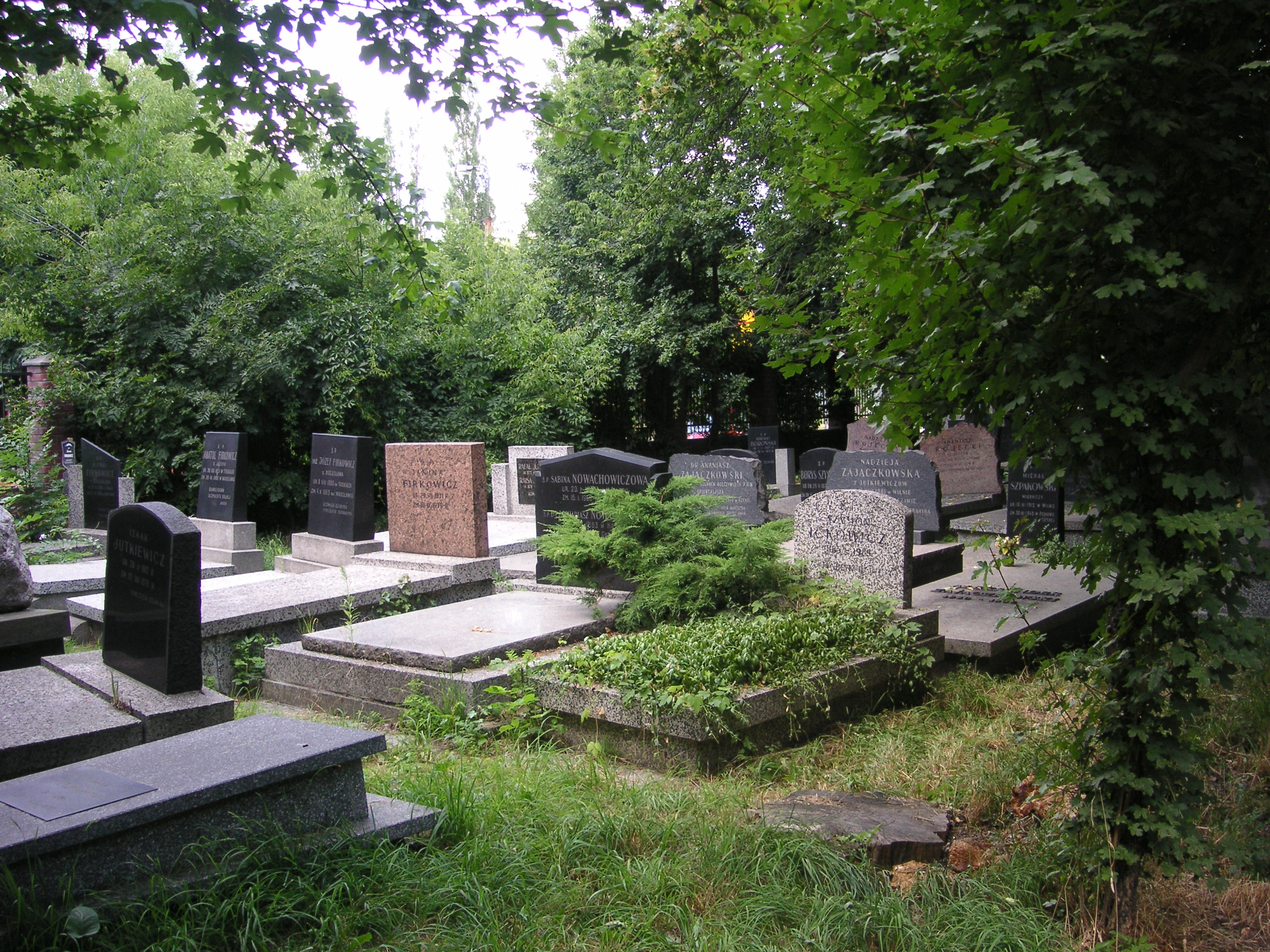
Cmentarz Karaimski w Warszawie – jedyna czynna obecnie nekropolia karaimska na terenie kraju

Karaimi zamieszkiwali głównie te ziemie, które po II wojnie światowej znalazły się w składzie ZSRR. Porozumienia o wymianie ludności zawarte między rządem lubelskim a poszczególnymi republikami radzieckimi nie przewidywały początkowo repatriacji Karaimów. W kwietniu 1945 rząd radziecki, odpowiadając na prośbę strony polskiej, poinformował, że nie będzie czynił przeszkód w przesiedlaniu się byłych obywateli polskich narodowości innej niż polska i żydowska, o ile „są oni związani z kulturą polską”.
Akcja przesiedlania ludności karaimskiej z Wileńszczyzny, mimo starań tamtejszych mieszkańców o wyjazd do Polski, napotkała na opór ze strony władz Litewskiej SRR. Pomimo dużych utrudnień stwarzanych przez władze litewskie ostatecznie około 300 Karaimów zdołało opuścić teren radzieckiej Litwy. Szczególną grupę stanowiło wśród nich kilkunastu mężczyzn, którzy ochotniczo wstąpili do I Armii Wojska Polskiego, a po zakończeniu wojny i demobilizacji sprowadzali swoje rodziny na teren Polski.
O mocnym wejściu Karaimów w krąg kultury polskiej i języka najlepiej świadczy cytat z pisma Gminy Karaimskiej z kwietnia 1945 roku, interweniujący w sprawie możliwości przesiedlenia Karaimów do Polski po II wojnie światowej:
„Stając się w ten sposób rdzennymi obywatelami polskiej ziemi, ulegali też Karaimi i kulturze polskiej, myśleli, czytali i pisali po polsku, o czym świadczy wydawane w Wilnie aż do r. 1939 jedyne narodowe pismo «Myśl Karaimska». Obecnie można spotkać także na Wileńszczyźnie niemało Karaimów uczących języka polskiego w szkołach powszechnych, nauczycieli i nauczycielek wykładających w szkołach średnich, nie mówiąc już o profesorze na katedrze stołecznego uniwersytetu. Język polski zajął w rodzinie karaimskiej takie samo miejsce, jak i liturgiczny turecki; czego dowodem jest zbiorek pt. «Krótkie modlitwy karaimskie», wydany w Wilnie w r. 1935 pod redakcją Ułłu Hazzana, tj. zastępcy głowy wyznania karaimskiego.”
Przeszkód w przesiedleniu nie czyniły z kolei władze Ukraińskiej SRR, dzięki czemu do Polski mogli przybyć chętni Karaimi z Halicza. 15 lipca 1945 szesnaście osób pochodzenia karaimskiego wyjechało również z Łucka i osiedliło się po przyjeździe w Opolu.
Powojenne migracje doprowadziły do stworzenia nowych skupisk karaimskich w Warszawie (Zielonce i Podkowie Leśnej), Trójmieście oraz Opolu, a następnie we Wrocławiu. Pojedyncze rodziny zamieszkały także między innymi w Olsztynie, Szczecinie, Krakowie, Gorzowie, Słupsku oraz Ełku. W następnych latach liczebnie wzmacniał się ośrodek warszawski, osłabły natomiast ośrodki opolski i wrocławski.

## Liczebność i rozmieszczenie
Według wyników Narodowego Spisu Powszechnego w 2011 roku, w Polsce żyło 346 osób deklarujących narodowość karaimską. 233 osoby zadeklarowały w trakcie spisu narodowość karaimską jako jedyną, 113 podało identyfikację karaimską jako jedną z dwóch odczuwanych. Właściwa mniejszość karaimska (obywatele polscy deklarujący narodowość karaimską) liczy 314 osób. Spis wykazał, iż Karaimi żyją w województwie mazowieckim (98 osób), łódzkim (46 osób), dolnośląskim (46 osób), pomorskim (27 osób), kujawsko-pomorskim (14 osób), podlaskim (12 osób), opolskim (9 osób), lubelskim (4 osoby), wielkopolskim (3 osoby). Zdecydowana większość przedstawicieli mniejszości karaimskiej mieszka w miastach (90,67%), na obszarach wiejskich zamieszkuje tylko 9,33% Karaimów. Wśród osób deklarujących narodowość karaimską dominują mężczyźni (63,64%).
Według wyników poprzedniego spisu powszechnego z 2002 r. na terenie kraju mieszkały jedynie 43 osoby, które zadeklarowały narodowość karaimską. Zdaniem przedstawicieli mniejszości karaimskiej wyniki te nie odzwierciedlały rzeczywistego stanu, zaniżając znacznie liczebność Karaimów w Polsce. Powodem tego miało być pozbawienie ankietowanych możliwości wyboru podwójnej tożsamości, co postawiło wielu członków mniejszości, w tym i karaimskiej, w kłopotliwej sytuacji wyboru między przynależnością do społeczności narodowej czy etnicznej a identyfikowaniem się z polskością.
Jeszcze większą trudność sprawia oszacowanie liczby osób o korzeniach karaimskich. W dużym przybliżeniu można założyć, że chodzi o grupę od 500 do nawet 1000 osób.

## Życie społeczne

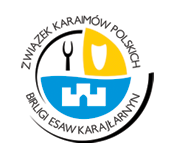
Emblemat Związku Karaimów Polskich

Członków tej grupy religijno-narodowościowej zrzesza Karaimski Związek Religijny w RP i stowarzyszenie społeczno-kulturalne Związek Karaimów Polskich. Powołana w 2003 oficyna wydawnicza „Bitik” zajmuje się wydawaniem publikacji o tematyce karaimskiej. Ważne miejsce zajmuje wśród nich pismo „Awazymyz”, wydawane w obecnej formie od 2004 roku (od 2011 jako kwartalnik).
Centrum kulturalne Karaimów w Polsce stanowi Warszawa. W mieście tym działa jedyny czynny cmentarz karaimski w Polsce. We Wrocławiu do 1989 działała jedyna w powojennej Polsce kienesa, prowadzona przez ostatniego polskiego hazzana Rafała Abkowicza.
Status prawny karaimów jako grupy wyznaniowej uregulowany jest w pochodzącej z 1936 Ustawie o stosunku Państwa do Karaimskiego Związku Religijnego w Rzeczypospolitej Polskiej. Ustawa o mniejszościach narodowych i etnicznych oraz o języku regionalnym z 2005 daje Karaimom status mniejszości etnicznej.

## Język
Językiem ojczystym polskich Karaimów jest język karaimski, należący do kipczackiej grupy języków tureckich, jednak obecnie zdecydowana większość polskich Karaimów na co dzień posługuje się językiem polskim, który z racji rozproszenia i niewielkiej liczebności narodu wyparł ich ojczystą mowę. Język karaimski zachował się w liturgii karaimskiej.

## Znani polscy Karaimi

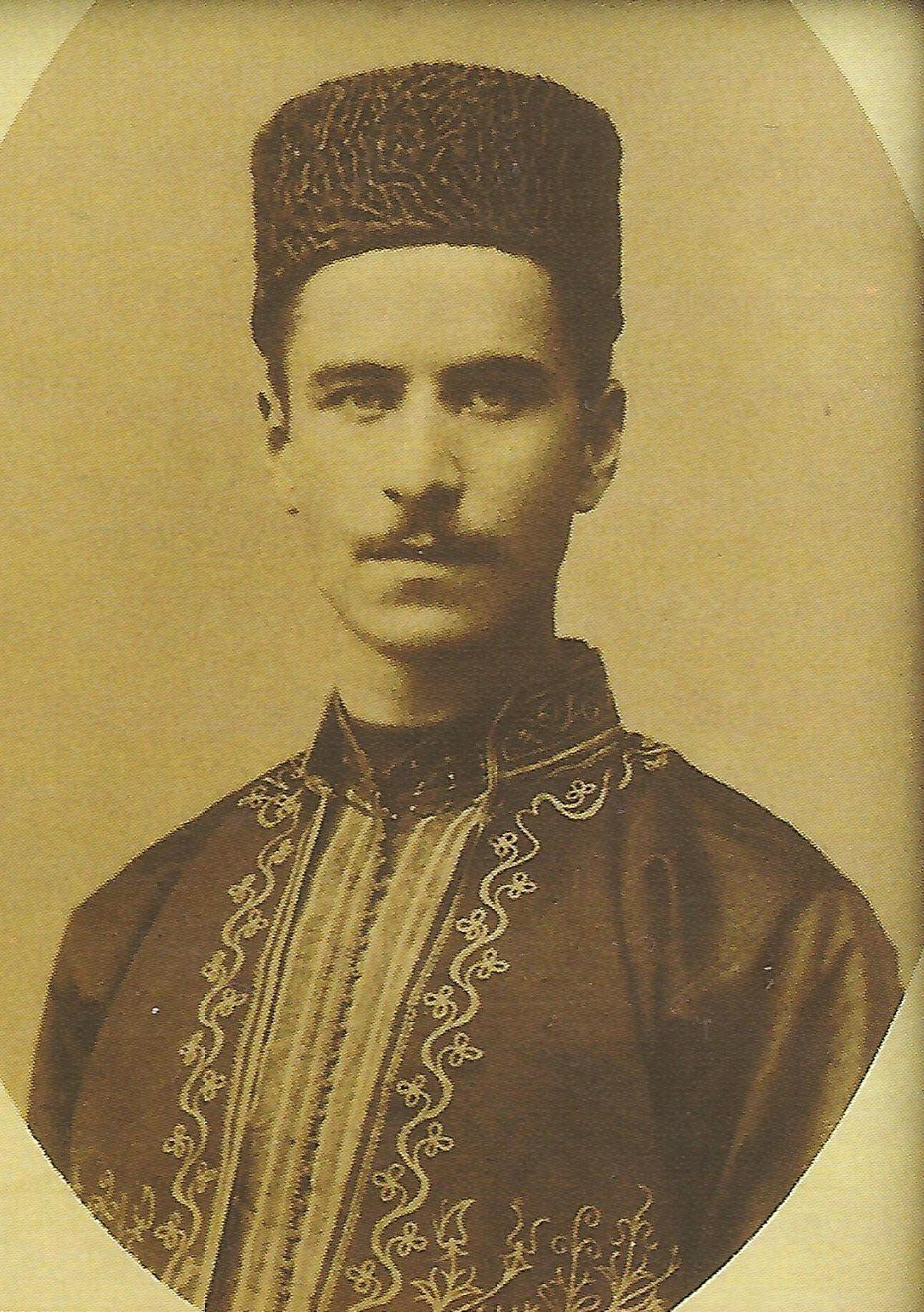
Hadży Seraja Chan Szapszał

- Mariola Abkowicz (ur. 1964) – karaimoznawca
- Rafał Abkowicz (1896–1992) – hazzan
- Abraham ben Joszijahu (1636–1687 lub 1688) – nadworny lekarz króla Jana III Sobieskiego
- Aleksander Dubiński (1924–2002) – turkolog i orientalista
- Bogusław Firkowicz (1865–1915) – hazzan
- Szymon Firkowicz (1897–1982) – hazzan, poeta
- Aleksander Mardkowicz (1875–1944) – pisarz, poeta, wydawca
- Szymon Pilecki (1925–2023) – inżynier, badacz samolotów
- Eugeniusz Robaczewski (1931–2003) – aktor filmowy i dubbingowy
- Ananiasz Rojecki (1896–1978) – geofizyk
- Sergiusz Rudkowski (1873–1944) – poeta, pisarz, działacz społeczny
- Hadżi Seraja Szapszał (1873–1961) – hachan
- Ananiasz Zajączkowski (1903–1970) – orientalista, turkolog
- Włodzimierz Zajączkowski (1914–1982) – turkolog